# Britta Erbguth
Britta Erbguth (* 19. Mai 1971) ist eine deutsche Juristin. Sie ist seit dem 1. Juli 2019 Richterin am Bundesgerichtshof.

## Leben und Wirken
Erbguth trat nach Beendigung ihrer juristischen Ausbildung im Jahr 2000 in den Justizdienst der Freien und Hansestadt Hamburg ein und war zunächst bei dem Amtsgericht Hamburg-Wandsbek und anschließend bei dem Amtsgericht Hamburg eingesetzt. 2003 wurde sie dort zur Richterin am Amtsgericht ernannt. Von 2005 bis 2007 war sie an das Amtsgericht Hamburg-St. Georg abgeordnet. Daran schloss sich bis September 2009 eine Abordnung an das Hanseatische Oberlandesgericht an. Seit 2009 war sie bei dem Landgericht Hamburg tätig. 2010 erfolgte ihre Ernennung zur Richterin am Landgericht, 2012 zur Vorsitzenden Richterin am Landgericht. Erbguth ist promoviert.
Das Präsidium des Bundesgerichtshofs wies Erbguth zunächst dem 3. Strafsenat zu, der neben allgemeinen Revisionen aus den Bezirken der Oberlandesgerichte Celle, Düsseldorf, Oldenburg und Koblenz insbesondere für Revisionen in Staatsschutzsachen zuständig ist.